# Eintracht-Stadion
Az Eintracht-Stadion egy német labdarúgó-aréna, amely a jelenleg másodosztályú Eintracht Braunschweig használatában van.
1923. június 17-én nyílt meg, azóta többször is felújították: 1963–1964, 1995, 2008–2010. Jelenlegi nevét 2008 óta használják, azelőtt Städtisches Stadion an der Hamburger Straße volt.
A stadion 25 040 nézőt képes befogadni, lelátói részben fedettek.